# Sociedade Independente de Comunicação
SIC (siglas de Sociedade Independente de Comunicação, en español «Sociedad Independiente de Comunicación») es un canal de televisión privado de Portugal que emite en la televisión digital terrestre portuguesa y en los principales operadores de televisión de pago.
Es el primer canal de televisión privado del país al comenzar sus emisiones el 6 de octubre de 1992, rompiendo el monopolio que hasta entonces ostentaba la empresa pública RTP. Su fundador es el empresario Francisco Pinto Balsemão, presidente del grupo editorial Impresa.
El grupo SIC gestiona también una oferta de canales temáticos, disponibles en los principales operadores de cable y satélite.

## Historia
A comienzos de la década de 1990, el Gobierno de Cavaco Silva anunció un plan para liberalizar los medios de comunicación portugueses, que supuso también el nacimiento de la televisión privada. Varios grupos editoriales encabezados por el presidente de Impresa, Francisco Pinto Balsemão, se unieron para obtener una de las dos licencias en concurso público. De este modo nació la Sociedade Independente de Comunicação, más conocida por su nombre comercial SIC.
El grupo editor formó una alianza con Rede Globo, el mayor canal de televisión en Brasil, para que les suministrase medios y contenidos exclusivos como sus telenovelas. El 6 de octubre de 1992 comenzaron las emisiones regulares de SIC, convertida en la primera televisión privada del país, y se rompía el monopolio de las públicas Canal 1 y TV2. El nuevo canal se consolidó con rapidez y en mayo de 1995 lideró las audiencias por primera vez. En 1997 lanzó un canal para portugueses en el extranjero, SIC Internacional.
SIC mantuvo el liderazgo en la televisión portuguesa durante una década, hasta que TVI le arrebató esa posición. Ambos canales compiten por ser la oferta más vista del país. En la actualidad mantiene una programación generalista y desde la década de 2000 ha creado cadenas temáticas para cable como SIC Noticias y SIC Radical. En 2010 comenzó la emisión de contenidos en 16:9.
En 2011 se trasladó a una nueva sede en el antiguo Matadero de Matosinhos. La redacción de informativos se unió con las de otros medios del grupo Impresa como el diario económico Expresso, las revistas Visão y Caras Portugal y distintas empresas multimedia.
El 4 de octubre de 2015 a la emisión de SIC para integralmente a ser en formato 16:9. Además desde el día 6 de octubre de 2016, como conmemoración del 24° aniversario de SIC, todos los canales del grupo comienzan sus emisiones en Alta Definición (HD) en todos os operadores de televisión de pago nacionales.
Desde el 27 de enero del 2019, la cadena y todo el Universo SIC, es trasladada al Edificio São Francisco de Sales, tras 750 días de espera, dejando atrás más de 26 años en el antiguo edificio de Carnaxide.

## Canales temáticos
SIC mantiene una red de canales temáticos disponibles en los principales operadores de cable y satélite. Su primera apuesta fue uno informativo de carácter regional, Canal Notícias de Lisboa, que dos años después se convirtió en SIC Noticias.
En la actualidad gestiona los siguientes canales:
| Canal | Formato              | Lanzamiento                       |
| --- | -------------------- | --------------------------------- |
| SIC Noticias Canal dedicado exclusivamente a la información en continuo.                                                                                              | 576i (SD) 1080i (HD) | 8 de enero de 2001 (24 años)      |
| SIC Radical Canal dirigido al público joven que emite series, humor y dibujos animados.                                                                               | 576i (SD) 1080i (HD) | 23 de abril de 2001 (24 años)     |
| SIC Mulher Canal destinado al público femenino con magazines, talk-shows, ficción, programas de cocina y reality-shows.                                               | 576i (SD) 1080i (HD) | 8 de marzo de 2003 (22 años)      |
| SIC K Canal infantil y juvenil de SIC pensado exclusivamente para niños y jóvenes entre 7 y 14 años.                                                                  | 576i (SD) 1080i (HD) | 18 de diciembre de 2009 (15 años) |
| SIC Caras (colaboración con la revista del corazón Caras) Canal centrado en el entretenimiento y contenidos relacionados con el mundo del espectáculo y celebridades. | 576i (SD) 1080i (HD) | 6 de diciembre de 2013 (11 años)  |
| SIC Novelas Canal que emite telenovelas y series. | 576i (SD) 1080i (HD) | 14 de marzo de 2023 (2 años)      |
| SIC Internacional Canal dedicado a los portugueses repartidos por el mundo y los países de habla portuguesa.                                                          | 576i (SD)            | 15 de marzo de 1997 (28 años)     |
| SIC Internacional Africa Nuevo canal internacional orientado a los países de habla portuguesa de África.                                                              | 576i (SD)            | 13 de marzo de 2017 (8 años)      |

## Audiencias
Datos de audiencia de SIC en los últimos años:
| 2008  | 2009  | 2010  | 2011  | 2012  | 2013  | 2014  | 2015  | 2016  | 2017  |
| ----- | ----- | ----- | ----- | ----- | ----- | ----- | ----- | ----- | ----- |
| 24,9% | 23,4% | 23,4% | 22,7% | 21,8% | 21,1% | 19,1% | 18,7% | 17,6% | 17,1% |